# Keith Potger
Keith Leon Potger (Colombo (Ceylon), 21 maart 1941) is een van de stichtende leden van de Australische folkpopgroep The Seekers. Hij werd geboren in Ceylon (nu Sri Lanka) en is van Burgher afkomst. In 1969 richtten Potger en zijn zakenpartner David Joseph de hedendaagse Britse popgroep The New Seekers op. Potger neemt ook op en treedt op als soloartiest.
In september 2014 werd Potger, samen met zijn collega's van The Seekers, benoemd tot Officier in de Orde van Australië

## Biografie

### Vroege jeugd
Keith Potger werd geboren als zoon van Justin Vere Potger (1914 - 1990) en Joan Frances Meier (1920 - 2004). De namen van zijn twee broers zijn Ralph en Nigel. Op 6-jarige leeftijd migreerde de familie Potger naar Australië en leerde hij zichzelf banjo, gitaar en keyboard te spelen. Op de Melbourne High School trad Potger op in vocale groepen die begin 1962 uitgroeiden tot The Seekers. De bezetting van The Seekers bestond toen uit Athol Guy, Bruce Woodley, Ken Ray en Potger. Toen Ray de groep eind 1962 verliet, trad Judith Durham toe, en ze concentreerden zich op de opkomst van folk en gospelmuziek, waarbij ze zichzelf begeleidden op gitaar, banjo en contrabas.

### The Seekers
The Seekers bestond uit Judith Durham, Athol Guy, Bruce Woodley en radioproducent Potger van ABC. Door de positie van Potger konden de drie in hun vrije tijd een demobandje maken. Dit werd aan W&G Records gegeven, die nog een sample van Durhams stem wilden voordat ze ermee instemden een album van Jazz Preachers op te nemen. W&G contracteerde in plaats daarvan The Seekers voor het album Introducing The Seekers in 1963. Potger verscheen niet op de albumhoes omdat hij geen tweede baan mocht hebben.
Begin 1964 voeren The Seekers met de S.S. Fairsky naar het Verenigd Koninkrijk, waar de groep voor het muzikale entertainment zorgde. Oorspronkelijk waren ze van plan om na tien weken terug te keren, maar ze kregen een gestage stroom van boekingen via het Grade Agency omdat ze het bureau een exemplaar van hun eerste album hadden gestuurd. Op 4 november 1964 in de Abbey Road Studios van EMI Music, namen The Seekers I'll Never Find Another You op, gecomponeerd en geproduceerd door Tom Springfield en vervolgens uitgebracht in december 1964. In februari 1965 bereikte het nummer nummer één in het Verenigd Koninkrijk en Australië, terwijl hun opname uit 1966 van Springfield en Georgy Girl van Jim Dale (uit de gelijknamige film) nummer twee (Billboard Hot 100) en nummer één (Cashbox) bereikte in de Verenigde Staten.
In 1967 vestigden The Seekers een officieel record toen meer dan 200.000 mensen (bijna een tiende van de totale bevolking van de stad op dat moment) naar hun optreden in de Sidney Myer Music Bowl in Melbourne stroomden. Hun tv-special The Seekers Down Under scoorde het grootste tv-publiek ooit en begin 1968 kregen ze allemaal de hoogste eer van het land als «Australians of the Year 1967». Tijdens een tournee door Nieuw-Zeeland in februari 1968, informeerde Durham de groep dat ze The Seekers zou verlaten en vervolgens in juli 1968 vertrok ze.
In de jaren 1990, 2000 en 2010 kwamen The Seekers weer bij elkaar en toerden ze uitgebreid. In september 2014 werd elk van hen benoemd tot «Officer of the Order of Australia».

### The New Seekers
Toen The Seekers in 1968 uit elkaar gingen, richtten Potgers muzikale activiteiten zich op het schrijven van liedjes en het produceren van platen in grote opnamestudio's in het Verenigd Koninkrijk. The New Seekers is een Engelse popgroep, geformeerd in 1969 door Potger in Londen. Het idee was dat The New Seekers dezelfde markt zouden aanspreken als de oorspronkelijke Seekers, maar dat hun muziek zowel pop- als folkinvloeden zou hebben. Ze boekten wereldwijd succes in de vroege jaren 1970 met hits als I'd Like to Teach the World to Sing (In Perfect Harmony), You Won't Find Another Fool Like Me en Beg, Steal or Borrow. Het tweede in 1970 uitgebrachte album Keith Potger and the New Seekers is het enige met de oprichter van de groep (Potger) als lid.

### Solocarrière
Potger keerde in 1978 terug naar Australië en schreef en produceerde televisiejingles en muzieknummers en gaf in de jaren 1980 ook soloconcerten. In 1988 schreef en produceerde hij musicals voor de Australische Bicentenary. In 2004 bracht Potger zijn eerste soloalbum Secrets of the Heart uit. Dit werd gevolgd door Sunday in 2007 en Smile Now in 2010.

## Privéleven
Op 18 november 2006 trouwde Potger met de Australische actrice Nicola Paull in het bijzijn van zes getuigen en een celebrant op het schiereiland Mornington. Ze scheidden op 8 februari 2014. Het jaar daarop woonde Potger naar verluidt in Braidwood, New South Wales.
Potger's vorige twee huwelijken waren met Pamela Potger (1994 - 2004) (gescheiden), en de Britse zwemster Pamela Powley (22 januari 1966 - 1984) (gescheiden), van wie hij twee kinderen had, Matthew en Cassandra. Matthew (geboren in 1967 in Londen) is acteur en componist.

## Onderscheidingen en prijzen

### The Seekers
- In 1966 ontvingen The Seekers (Judith Durham, Athol Guy, Bruce Woodley, Keith Potger) de Carl Alan Award voor Best New Group (1965) bij de Top Of The Pops Awards in Londen.
- In 1968 werden Potger en de andere leden van The Seekers gezamenlijk en hoofdelijk uitgeroepen tot Australians of the Year 1967.
- In 1995 werden Potger en de andere leden van The Seekers opgenomen in de Hall of Fame van de Australian Record Industry Association (ARIA).
- In 1995 Australia Day Honours, werd Potger samen met de andere leden van The Seekers, bekroond met de Medal of the Order of Australia (OAM).
- In 2006 ontvingen Potger en de andere leden van The Seekers de sleutel tot de stad door de burgemeester van Melbourne, John So.
- In 2012 werden Potger en de andere leden van The Seekers geëerd door Australia Post met een speciale Legends Of Australian Music postzegel.
- In 2014 Queen's Birthday Honours werd Potger, samen met de andere leden van The Seekers, vooruit geschoven als Officer of the Order of Australia.
- In 2013 ontvingen Potger en The Seekers de Ted Albert Award van de Australian Performing Rights Association (APRA) voor Outstanding Services to Australian Music.
- In 2015 werd Potger, samen met de andere leden van The Seekers, opgenomen in de Music Victoria Hall of Fame.

### CMMA
In 1983 won Potger een Gouden Gitaarprijs en werd hij opgenomen in de Roll of Renown bij de Tamworth Country Music Awards of Australia (CMAA)

## Discografie

### Albums
- 1970: Keith Potger & The New Seekers (met The New Seekers)
- 2004: Secrets of the Heart
- 2007: Sunday
- 2010: Smile Now